# 16 Batalion Saperów (LWP)
16 Batalion Saperów (16 bsap) – pododdział wojsk inżynieryjnych ludowego Wojska Polskiego.

## Historia batalionu
Batalion sformowany został wiosną 1945, w łódzkiej dzielnicy Stoki i w miejscowości Żaków k/Łodzi, jako jednostka organizacyjna 11 Dywizji Piechoty, według etatu Nr 04/556. Podstawą formowania jednostki był rozkaz Naczelnego Dowódcy WP nr 58/Org. z 15 marca 1945. Podstawę organizacji jednostki stanowił rozkaz Nr 01 dowódcy 11 DP z 23 marca 1945. Oddział nie wziął udziału w działaniach wojennych. Po zakończeniu II wojny światowej, w dniach 24 maja – 6 czerwca 1945 batalion marszem pieszym dotarł do Lubska skąd w dniach 10-12 czerwca przegrupował się do Jasienia, a po kilku dniach do miejscowości Brody. W dniach 23-24 października batalion przemaszerował do Żar. W listopadzie tego roku jednostka przeformowana została na pokojowy etat Nr 2/6.
Po przeszkoleniu i osiągnięciu gotowości bojowej jednostka ochraniała zachodnią granicę państwową, wykonywała zadania dywizyjne i rozminowywała teren w strefie przygranicznej, wzdłuż Nysy na odcinku od Gubina do Zgorzelca. Rejon rozminowania obejmował: na północy i wschodzie rz. Odra, na zachodzie Nysa Łużycka, na południu miejscowości: Pieńsk, Węgliniec, Bolesławiec, Chojnów, Legnica i Prochowice. Batalion stacjonował w Lubsku, a następnie w Żarach. Najtrudniejszym odcinkiem rozminowania był rejon: Gubin, Brody, Zasiek i Trzebiela. W ramach rozminowania batalion wykrył i unieszkodliwił ponad 50 tys. min przeciwpancernych i ok. 130 tys. min przeciwpiechotnych, a także ok. 60 tys. bomb i pocisków i innych niebezpiecznych przedmiotów. Sprawdził i rozminował ok. 13 tys. km kw. terenu, 1201 miejscowości (w tym 60 miast), 77 mostów drogowych, 4 lotniska, 100 km. dróg i 936 km. torów kolejowych. W późniejszych latach powojennych batalion rozminowywał tereny województw: wrocławskiego, zielonogórskiego, łódzkiego i rzeszowskiego (po 1956 r. Bieszczady).
W czasie rozminowania zginęło 15 saperów, a 8 zostało rannych.
Latem 1960 w Wąsoszu żołnierze batalionu w ciągu 31 dni zbudowali most żelbetowy o nawierzchni asfaltowej na rzece Warcie. Był to najdłuższy most zbudowany przez jednostkę.
25 września 1960 gen. bryg. Wacław Czyżewski wręczył dowódcy batalionu, mjr. Zygmuntowi Zawadzkiemu sztandar.
3 listopada 1992 Minister Obrony Narodowej polecił 16 bsap przyjąć dziedzictwo tradycji:
- Zmotoryzowanego Batalionu Saperów 10 Brygady Pancerno–Motorowej 1939 (sic!)[5]
- Zmotoryzowanej Kompanii Saperów 10 Brygady Kawalerii Pancernej 1939-1942
- Oddziałów Saperów 1 Dywizji Pancernej 1942-1947

oraz ustanowił dzień 3 listopada – Świętem batalionu.
30 listopada 1992 Minister Obrony Narodowej polecił przyjąć z dniem 1 grudnia 1992:
- 16 Batalionowi Saperów w Żarach nazwę 11 Batalionu Saperów,
- 47 Batalionowi Saperów w Tczewie nazwę "16 Batalionu Saperów".

W październiku 1993 jednostka dyslokowana została do garnizonu Świętoszów.
11 listopada 1995 w Świętoszowie gen. dyw. Janusz Ornatowski wręczył dowódcy batalionu, mjr. Leszkowi Dąbrowiczowi nowy sztandar ufundowany przez społeczeństwo Łęknicy.
11 Batalion Saperów, funkcjonujący w oparciu o pokojowy etat Nr 29/158/0, został rozformowany w terminie do 31 grudnia 2001.

## Obsada personalna
Dowódcy batalionu
- mjr ACz Piotr Siemieńczenko(III 1945 – IV 1947)[6][7][a]
- mjr Włodzimierz Sikorski (IV 1947 – II 1948)
- kpt. Stanisław Stępniak (II 1948 – I 1950)
- kpt. Feliks Matyjaszkiewicz (I – XII 1950)
- kpt. Tadeusz Kleinwachter (p.o. XII 1950 – III 1951)
- kpt. Edward Dąbrowski (III 1951 – IV 1954)
- por. Aleksander Kabara (IV 1954 – XII 1959)
- mjr Zygmunt Zawadzki (XII 1959 – XII 1962)
- mjr Zbigniew Paprzycki (XII 1962 – XII 1969)
- kpt. Zdzisław Żurawski (p.o. VIII 1965 – VIII 1966)
- mjr inż. Jan Mendaluk (XII 1969 – XII 1970)
- mjr Henryk Radzymiński (XII 1970 – VII 1976)
- kpt. dypl. Józef Bednarz (VII 1976 – IX 1978)
- mjr dypl. Kajetan Toniarz (IX 1978 – X 1981)
- kpt. mgr inż. Andrzej Dąbrowicz (X 1981 – II 1986)
- mjr mgr inż. Ryszard Dąbrowski (II 1986 – IX 1987)
- kpt. dypl. Andrzej Piękny (IX 1987 – 1993)
- mjr dypl. Leszek Dąbrowicz (1993-2001)

Polegli w czasie rozminowania kraju

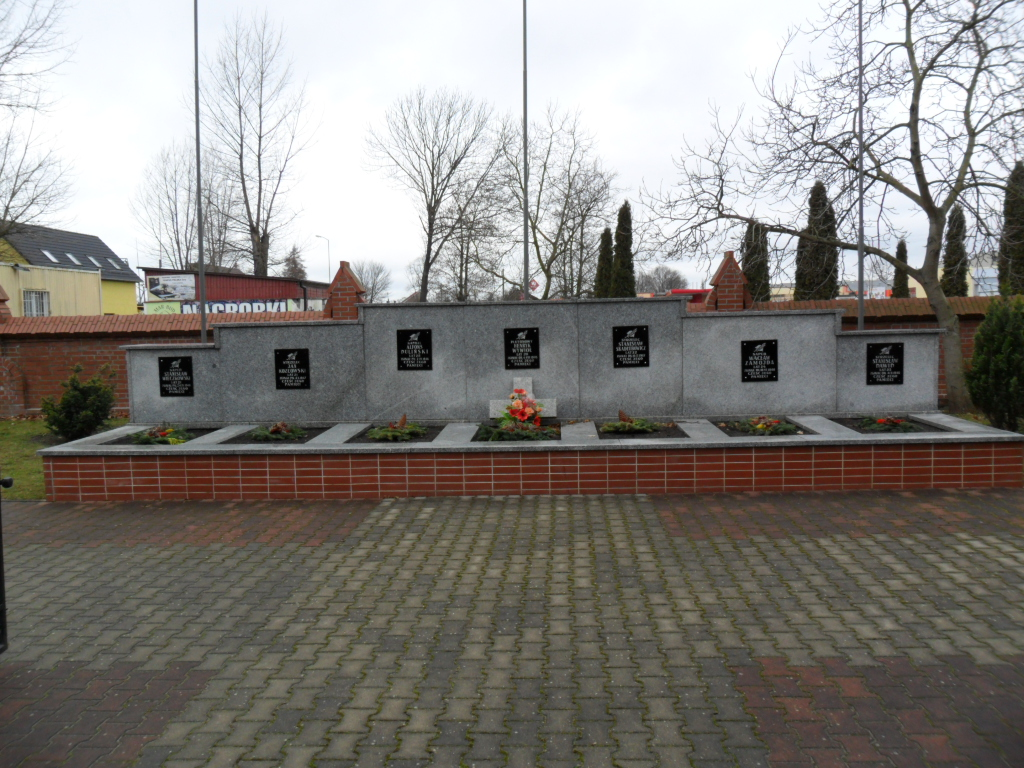
Groby saperów na cmentarzu komunalnym w Gubinie, którzy zginęli podczas rozminowania miasta.

1. szer. Bolesław Knap-Konopka († 4 VIII 1945)
2. szer. Stanisław Kuzio
3. szer. Stanisław Grabowski
4. st. szer. Franciszek Matraszek
5. szer. Wojciech Wojtysiak
6. st. szer. Adolf Halbowicz
7. st. szer. Mieczysław Poradny
8. st. szer. Mikołaj Wasyliszyn
9. st. szer. Marian Krekora
10. st. szer. Czesław Staroński
11. plut. Majer Nomberg
12. plut. Herman Śmiejko
13. chor. Stanisław Konarski
14. kpr. Bernard Mrowiec († 1962)